# Ahja (rivière)
La rivière Ahja (en estonien : Ahja jõgi) est une rivière qui s'écoule dans les comtés de Põlva et de Tartu en Estonie.

## Présentation
La rivière part du lac Erastvere järv et se jette dans la rivière Emajõgi 8,8 kilomètres avant que l'Emajõgi ne se jette dans le lac Peïpous.
La rivière Ahja est le plus grand affluent droit de l'Emajõgi.
Sa longueur est de 103,8 kilomètres et son dénivelé est de 87 mètres, 
Son bassin versant a une superficie de 1074,3 km².
L'écoulement de l'extrémité nord-est du lac est ressemble à un petit fossé à faible débit en saison sèche.
Les abondantes sources côtières et le ruisseau Valgepera, situé à 2 kilomètres en aval, améliorent considérablement l'approvisionnement en eau. A 5 km du point de départ, la rivière est déjà si riche en eau et avec un dénivelé suffisant (3,8 m/km) que le petit moulin à eau de Vedela y était construit.
Au total, il y a eu 13 moulins à eau sur le fleuve, principalement dans les cours supérieurs et moyens.
La plupart ont aujourd'hui disparu et plusieurs ont été complètement détruits.
La rivière Ahja est navigable dans son cours inférieur, le réservoir de Saesaare (et) et la centrale hydroélectrique de Saesaare (et) sont situés dans son cours moyen.

## Zone protégée
Au milieu de la rivière se trouve la réserve paysagère de la rivière Ahja, créée pour protéger les affleurements de grès du Dévonien, plusieurs grottes, la vallée fluviale et les espèces protégées qui s'y trouvent. Les affleurements les plus célèbres de cette région sont Väike Taevaskoda et Suur Taevaskoda.

## Galerie

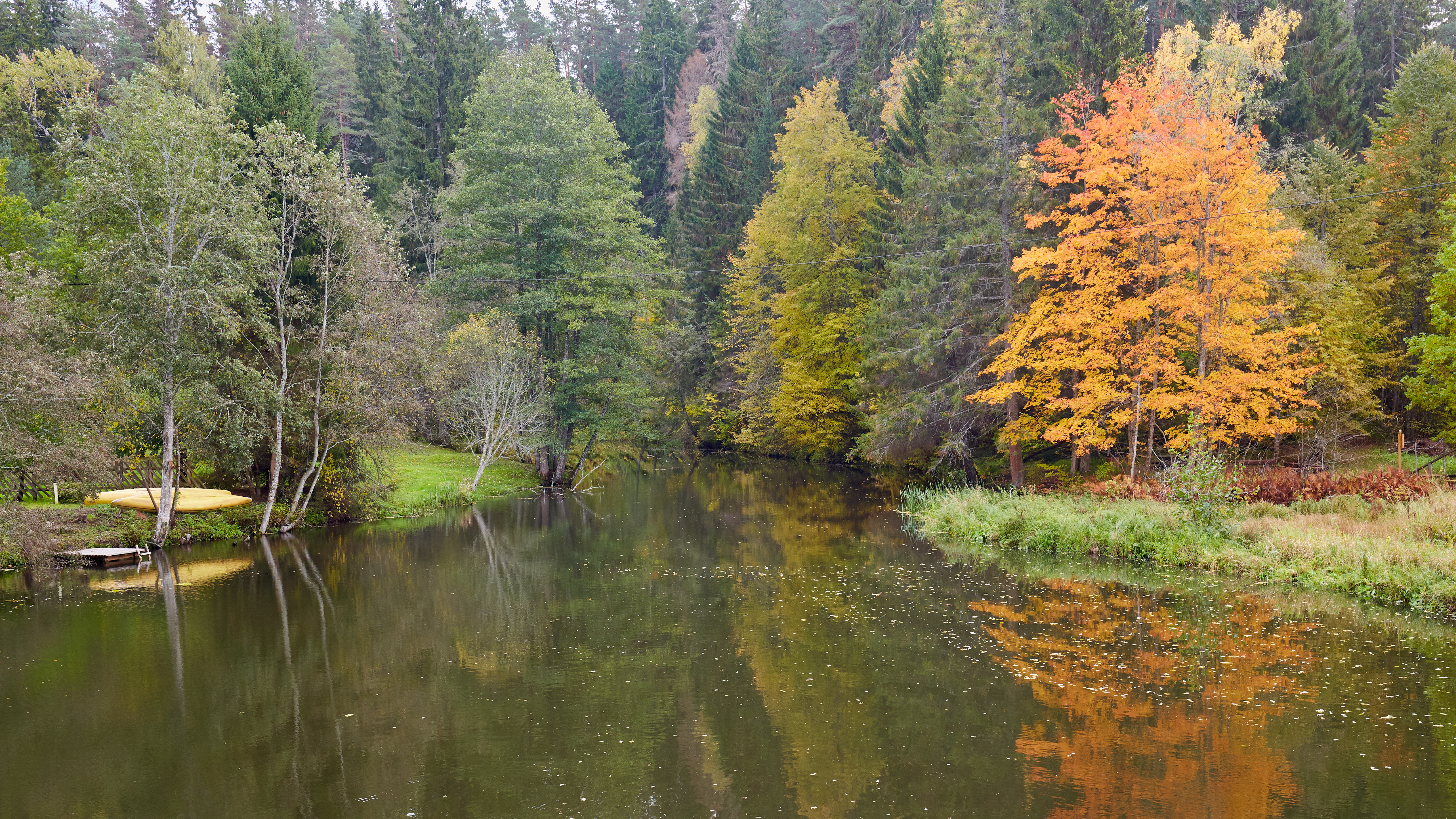
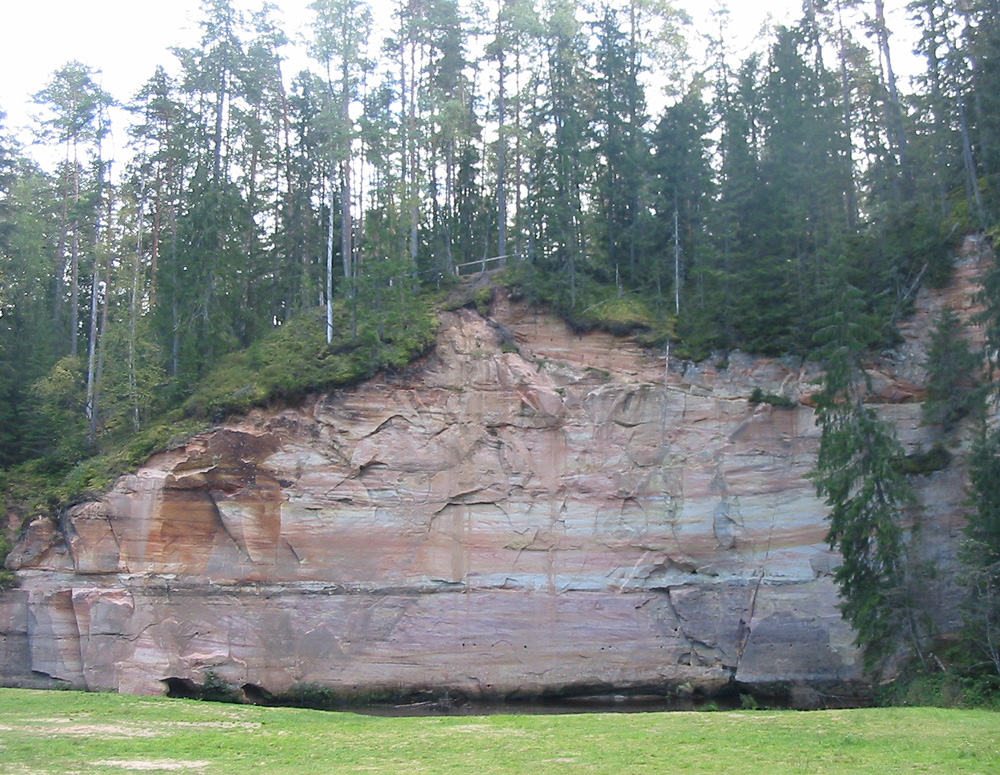
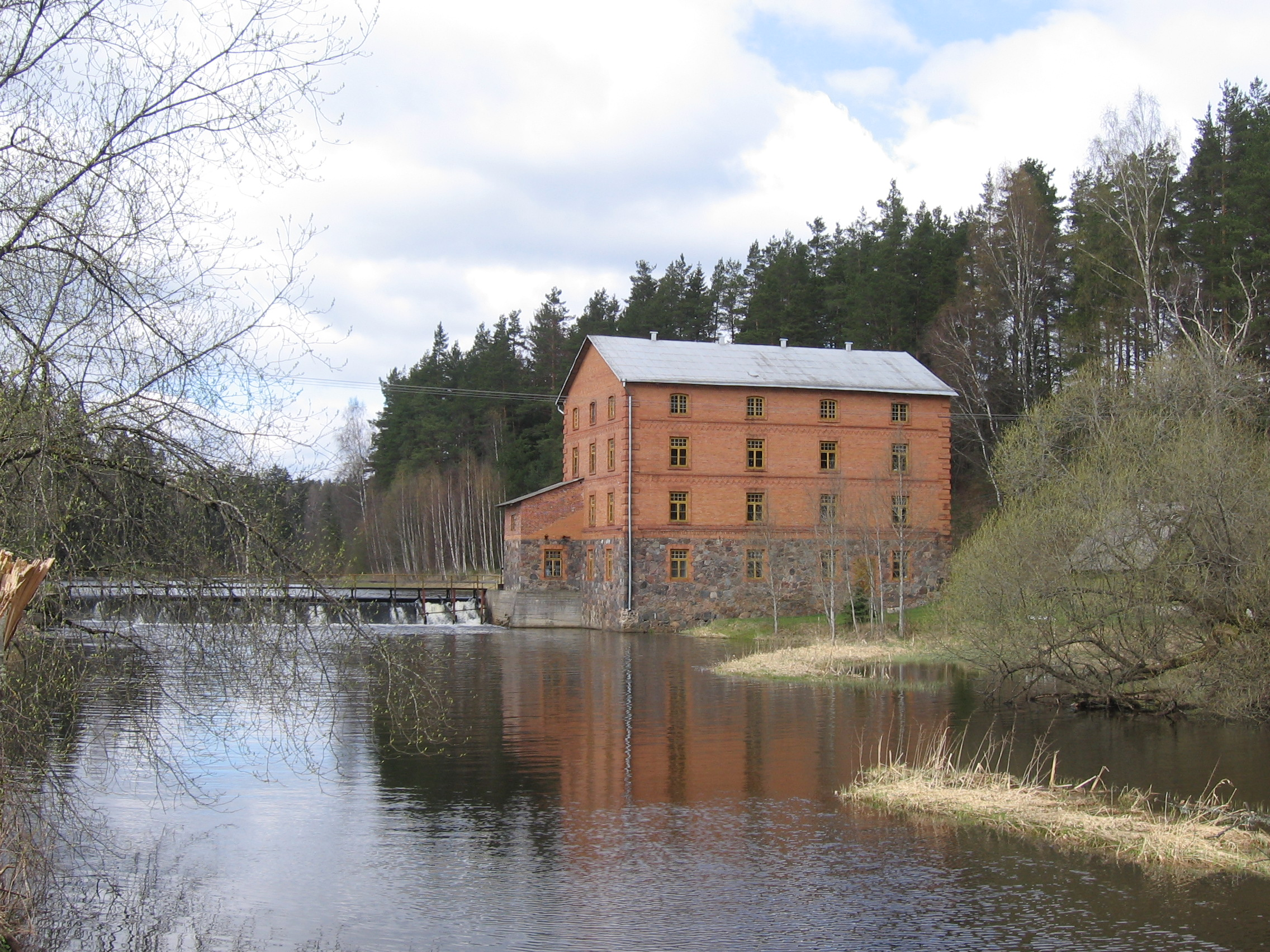

### Articles  connexes
- Liste des cours d'eau de l'Estonie